# Sigrún

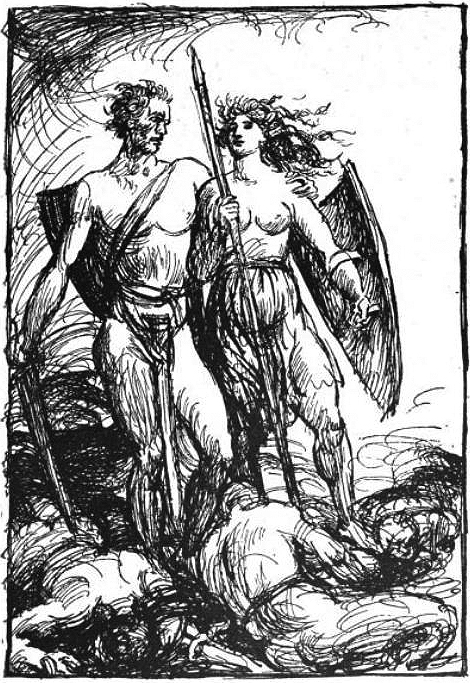
Sigrún com Helgi Hundingsbane (1919) por Robert Engels.

Sigrún (do nórdico antigo: runa da vitória) é uma valquíria da mitologia nórdica. A sua história é relatada em Helgakvida Hundingsbana I e Helgakvida Hundingsbana II, na Edda em verso. O editor original comenta que se tratava de Sváva renascida.